# Ciklus ureje
Ciklus ureje je metabolički ciklus kojim sisavci i još neki organizmi smanjuju koncentraciju amonijaka u krvi i vanstaničnom prostoru. Amonijak se nakuplja u organizmu kao posljedica katabolizma aminokiselina. Pošto amonijak postaje toksičan u visokim koncentracijama, različiti su organizmi razvili druge načine ekskrecije amonijaka iz tijela. Ribe izbaciju amonijev ion bez promjene, dok ga ptice metabolički pretvaraju u mokraćnu kiselinu (urat).
Ciklus ureje je prvi otkriveni metabolički ciklus. Otkrili su ga Hans Adolf Krebs i Kurt Henseleit 1932. godine, ali reakcije su kasnije detaljno opisali Sarah Ratner i Philip Cohen.

## Reakcije
Ciklus ureje počinje u mitohondriju prvom reakcijom kondenzacije amonijevog iona NH4+ s ionom hidrogenkarbonata HCO3- i s jednom molekulom fosfata. Ovu reakciju katalizira enzim karbamil fosfat sintetaza I i kao konačni produkt formira se molekula karbamil fosfata. U reakciji se troše dvije molekule ATP.
Slijedi druga reakcija kondenzacije karbamil fosfata s molekulom ornitina koja daje citrulin kao produkt. Ovu reakciju katalizira enzim ornitin transkarbamilaza.
Citrulin potom izlazi iz mitohondrija u citosol i spaja se s jednom molekulom aspartata i formira arginin sukcinat. Ovu reakciju kondenzacije katalizira Argininsukcinat sintetaza.
Molekulu arginin sukcinata argininsukcinat liaze cijepa na arginin i fumarat i fumarat se usmjerava u Krebsov ciklus kao prekursor za tvorbu oksalacetata, koji se prethodno potrošio za tvorbu aspartata procesom transaminacije.
Posljednja reakcija je cijepanje molekule arginina u ornitin i ureu enzimom arginaze. Urea potom izlazi iz stanice i izlučuje se u krvotok, koja je prenosi do bubrega gdje se topi u urinu i odstranjuje. Ornitin se pak vraća u mitohondrij i ulazi u sljedeći ciklus.

U tablici niže ukratko su prikazane sve reakcije:
| Reakcija | Reaktanti                  | Produkti                    | Enzim                            | Lokacija    |
| -------- | -------------------------- | --------------------------- | -------------------------------- | ----------- |
| 1        | NH4+ + HCO3− + 2ATP        | karbamil fosfat + 2ADP + Pi | Karbamoilfosfat sintetaza (CPS1) | mitohondrij |
| 2        | karbamoil fosfat + ornitin | citrulin + Pi               | ornitin trankarbamilaza (OTC)    | mitohondrij |
| 3        | citrulin + aspartat + ATP  | argininsukcinat + AMP + PPi | Argininsukcinat sintetaza (ASS)  | citosol     |
| 4        | argininsukcinat            | arginin + fumarat           | argininsukcinat liaza (ASL)      | citosol     |
| 5        | arginin + H2O              | ornitin + urea              | arginaza (ARG1)                  | citosol     |

Konačna stehiokemijska jednadžba ciklusa ureje je:
NH4+ + HCO3- + Aspartat + 3ATP + H2O → Urea + Fumarat + 2ADP + AMP + 2Pi + PPi
Za napomenuti je da se tijekom ciklusa ureje formiraju dvije molekule NADH, tako da je sam ciklus oslobađa nešto više energije nego što je troši.
Prva molekula NADH dobije se djelovanjem enzima glutamat dehidrogenaze, koja katalizira pretvorbu glutamata u amonijev ion i α-ketoglutarat, reducirajući pri tome NAD+ u NADH. Glutamat ima u biti ulogu netoksičnog prenositelja amonijevih skupina. Amonijev ion potom ulazi u prvu reakciju ciklusa ureje. 
Tijekom četvrte reakcije ciklusa ureje, fumarat izlazi iz mitohondrija u citosol i enzim fumaraze ga pretvara u malat u sklopu Krebsovog ciklusa. Malat se potom pretvara u oksalacetat, generirajući jednu molekulu NADH. Oksalacetat se često koristi kao supstrat za transaminaciju pretvarajući ga tako u aspartat, što pridonosi održavanju dotoka dušikovih spojeva u ciklus ureje.
Oba reducirana NADH mogu dati dovoljno kemijske energije za proizvodnju 5 molekula ATP.

## Regulacija ciklusa ureje
N-acetilglutaminska kiselina (NAcGlu) je molekula od koje ovisi sinteza karbamil fosfata, prvog produkta ciklusa ureje. Ona molekula ima ulogu aktivatora enzima Karbamoil fosfat sintetaze 1 (CPS1), koji katalizira prvu reakciju ciklusa. Molekula N-acetulglutaminske kiseline je proizvod stimulacije enzima N-acetilglutamin sintetaze (NAGS). Eksperimentalno je utvrđeno da povećanje koncentracije aminokiselina arginina i glutamata ima ulogu aktivatora N-acetilglutamin sintetaze. Povećanje koncentracije slobodnih aminokiselina stoga ima ulogu aktivatora ciklusa ureje.
Ostal enzime ciklusa ureje kontroliraju vlastiti supstrati. 

## Vanjske poveznice
- (engl.) Ciklus ureje
- (engl.) Osnove neurokemije - Poremećaji u metabolizmu aminokiselina